# Guillermo Antolín
Guillermo Antolín y Pajares (Paredes de Nava, 10 de febrero de 1873-Madrid, 13 de febrero de 1928) fue un religioso agustino e historiador español, miembro de la Real Academia de la Historia, bibliógrafo, filólogo y paleógrafo.

## Biografía
Ingresó en la Orden de San Agustín en el Convento de los mismos en Valladolid, donde estudió Filosofía. Se formó en Teología en el colegio del Monasterio de Santa María de La Vid en Burgos y en 1894 se trasladó al Monasterio de El Escorial, donde fue ordenado sacerdote. En 1900 fue nombrado lector provincial de la Orden y en 1903 primer bibliotecario del monasterio, cargo que desarrollo hasta 1925, cuando fue nombrado bibliotecario de la Real Academia de la Historia; en ella había sido nombrado académico cuatro años antes y había formado parte de la comisión encargada de la continuación de la España sagrada.

## Obras
Además de varios artículos escritos para la revista agustiniana La Ciudad de Dios, la Revista de Archivos, Bibliotecas y Museos y el Boletín de la Real Academia de la Historia, dejó publicados: 
- Catálogo de los códices latinos (1910-1923)
- Códices visigóticos del Escorial
- De justo imperio Lusitanorum Asiatico
- La librería de Felipe II: datos para su reconstitución
- Notas acerca de la encuadernación artística del libro en España.